# پیتر شر
پیتر شُر (به انگلیسی: Peter Shor)، استاد ریاضیات کاربردی در دانشگاه ام‌آی‌تی است. شهرت وی به خاطر پژوهش‌هایش در زمینه رایانه کوانتومی و به‌خصوص مطرح نمودن الگوریتم شر است، الگوریتمی کوانتومی برای تجزیه اعداد طبیعی که سرعت آن به طور نمایی از سریع‌ترین الگوریتم‌های شناخته‌شده روی رایانه‌های کلاسیک بیشتر است.

## تحصیلات
در دبیرستان ، در المپیاد ریاضی ملی آمریکا در سال ۱۹۷۷ رتبهٔ سوم را کسب نمود و پس از آن در المپیاد جهانی ریاضی در یوگسلاوی به مدال نقره دست‌یافت. در او مدرک کارشناسی خود در ریاضیات را در سال ۱۹۸۱ از کَلتِک و دکترای خود در ریاضیات کاربردی را در ۱۹۸۵ از ام‌آی‌تی دریافت کرد.

## زندگی علمی
پس از دانش‌آموختگی ، یک سال در دانشگاه کالیفرنیا، برکلی پژوهش‌گر پسادکترا بود و پس از آن وارد آزمایشگاه‌های بل گردید. در اینجا بود که توانست الگوریتم شر را مطرح کند. خودِ شُر، همیشه الگوریتم شُر را الگوریتم فاکتورگیری می‌نامد.
وی در سال ۲۰۰۳ وارد ام‌آی‌تی گردید و هم‌اکنون استاد ریاضی دانشکده ریاضی ام‌آی‌تی است و در مرکز فیزیک نظری ام‌آی‌تی و آزمایشگاه علوم رایانه و هوش مصنوعی ام‌آی‌تی نیز فعال است.
شُر در سال ۱ اکتبر ۲۰۱۱ به عضویت فرهنگستان هنر و دانش آمریکا درآمد.